# Cathédrale évangélique de Sibiu
La Cathédrale Évangélique de Sibiu (en allemand: Evangelische Stadtpfarrkirche in Hermannstadt, roumain: Biserica Evanghelică din Sibiu) est une des plus belles et imposantes églises gothiques de la Transylvanie.